# Sawa Czały

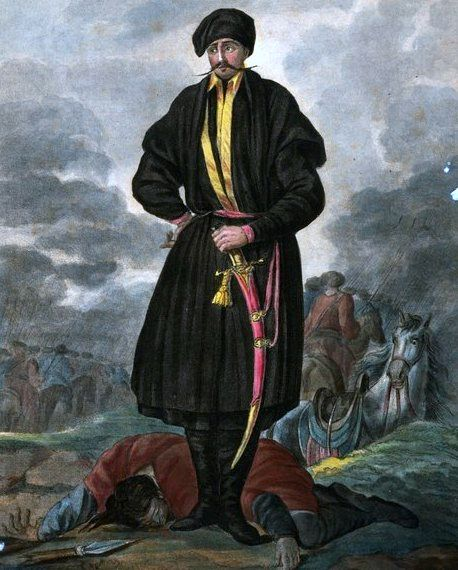
oficer kozaków zaporoskich w 1720

Sawa Czały (Sawa Czałyj) (ur. ? zm. 1741 w Stepaszkach) – zamieszkały w Stepaszkach nad Bohem, pułkownik kozacki i dowódca nadwornych kozaków hetmana wielkiego koronnego Józefa Potockiego w Niemirowie (Sawa był pułkownikiem „kozaków horodowych, w służbie nadwornej Potockiego, hetmana wielkiego koronnego”), nobilitowany za panowania Augusta II Mocnego za udział w tłumieniu powstań hajdamaków, zamordowany we własnym domu w 1741 przez bandę kozaków zaporoskich Ihnatki. 
Ojciec Józefa Sawy Calińskiego, marszałka wyszogrodzkiego konfederacji barskiej. Bohater „Dumy o Sawie” zanotowanej przez Oskara Kolberga.

## Linki zewnętrzne

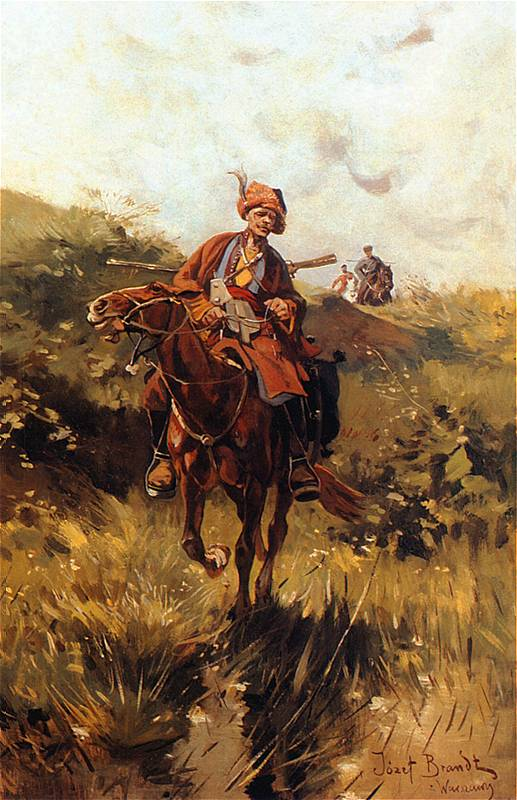
Józef Brandt Kozak na koniu (olej na płótnie, ok. 1910)
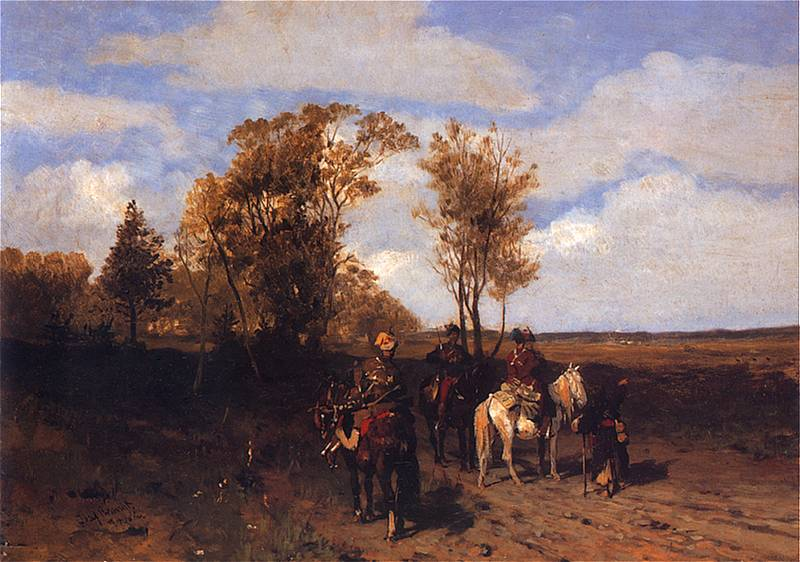
Józef Brandt Kozacy pytający o drogę (olej na płótnie, 1874)
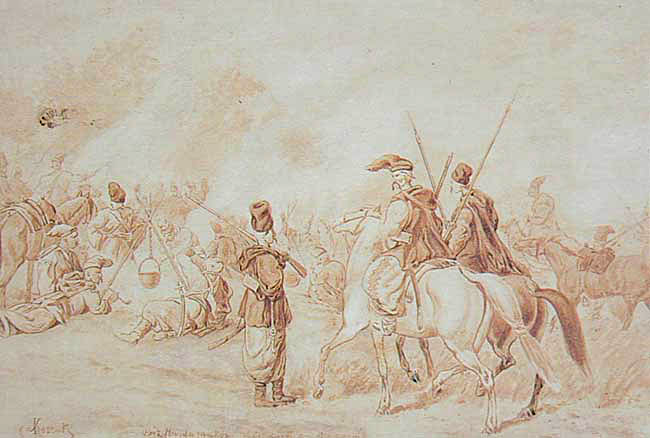
Juliusz Kossak Obóz hajdamaków (sepia na kartonie, lata 60. XIX wieku)